# تجربة التسجيل والتصويت الإلكترونيين الآمنين
تجربة التسجيل والتصويت الإلكترونيين الآمنين (SERVE) كانت عبارة عن تجربة أجراها البنتاجون للسماح للعسكريين بالتصويت في الانتخابات في الولايات المتحدة عبر شبكة الإنترنت.

## وصلات خارجية
- A Security Analysis of the Secure Electronic Registration and Voting Experiment (SERVE)
- "No Internet Voting for Military This Year", Navy Times, April 16, 2008
- 2003 Accenture Launches eDemocracy Group
- 2004 Accenture Helps Department of Defense Develop Secure Internet Registration and Voting Demonstration